# Ciudad sin sueño
Pour plus de détails, voir Fiche technique et Distribution.
Ciudad sin sueño est un film dramatique franco-espagnol réalisé par Guillermo Galoe et sorti en 2025.
Coproduction espagnole et française, le film est tourné et se déroule dans le bidonville de Cañada Real (es), près de Madrid. Le film est présenté en avant-première dans la section parallèle de la Semaine de la critique lors du Festival de Cannes 2025 et remporte le prix SACD de la Semaine de la critique pour les scénaristes Guillermo Galoe et Víctor Alonso-Berbel. 
BTeam Pictures devrait distribuer le film en Espagne en 2025.

## Synopsis
La vie de Toni, 13 ans, est bouleversée lorsque sa famille reçoit un avis d'expulsion et qu'il apprend que son ami Saïd quitte définitivement La Cañada (es),.

## Fiche technique
- Titre original : Ciudad sin sueño[4],[5] (litt. « Ville sans sommeil »)
- Réalisation : Guillermo Galoe
- Scénario : Guillermo Galoe, Víctor Alonso-Berbel
- Photographie : Rui Poças
- Montage : Victoria Lammers
- Production : Katrin Pors, Anton Máni Svansson
- Sociétés de production : Sintagma, Buenapinta Media, Encanta Films, BTeam Prods, Ciudad sin sueño la película AIE, Les Valseurs, Tournellovision
- Pays de production :  Espagne -  France
- Société de distribution : Pan Distribution (France)
- Langue originale : espagnol
- Format : couleurs
- Genre : drame
- Durée :
- Dates de sortie : 
  - France : 19 mai 2025 (Festival de Cannes 2025)[6] ; 3 septembre 2025 (sortie nationale)

## Distribution
- Antonio Fernández Gabarre : Tonino[7]
- Bilal Sedraoui : Said[7]
- Jesús Fernández Silva : Chule[7]
- Luis Bertolo[7]

## Production
Ciudad sin sueño est produit par Sintagma Films (Marina García López), Buenapinta Media (Marisa Fernández Armenteros), Encanta Films (Manuel Calvo), Bteam Prods (Álex Lafuente), Les Valseurs (Damien Megherbi et Justin Pechberty), et Les Films des Tournelles (Anne-Dominique Toussaint). Rui Poças est engagé comme chef opérateur. Le film a été tourné à Cañada Real (es).

## Distinctions

### Récompense
- Festival de Cannes 2025 : Prix SACD de la Semaine de la critique pour les scénaristes Guillermo Galoe et Víctor Alonso-Berbel

### Sélections
- Festival de Cannes 2025 : en compétition à la Semaine de la critique et pour la Caméra d'or